# Plaça del Rei
Plaça del Rei (in italiano: Piazza del Re) è una piazza medievale del XIV secolo che si trova nel Barri Gòtic di Barcellona.
La piazza è circondata dal Palau Reial Major che include il Saló del Tinell, il Palau del Lloctinent (Il palazzo del Luogotenente), la quattrocentesca torre Mirador del Rei Martí  e la Capella Reial de Santa Àgata. Sul lato meridionale della piazza si trova Casa Padellàs, un palazzo che è stato spostato pietra su pietra nel 1931 da Carrer dels Mercaders e che dal 1943 ospita il Museo di storia di Barcellona.